# Kayentatherium

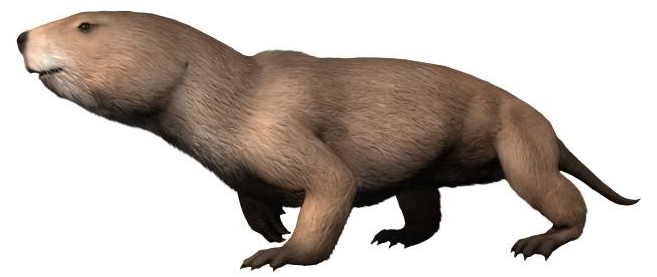
Художня реставрація K. wellesi

Kayentatherium — вимерлий рід тритилодонтидових цинодонтів, що жив у ранній юрський період. Це один із двох тритилодонтів із формації Каєнта на півночі Аризони, США.

## Назва
Kayentatherium означає «звір Каєнта» і названий на честь геологічної формації, в якій він був знайдений, формації Каєнта. Kayentatherium відомий за кількома зразками. Видова назва на честь палеонтолога Семюеля Уеллса, який працював з палеонтологічним музеєм Каліфорнійського університету в більшій частині піонерської роботи з палеонтології формації Каєнта.

## Історія
Перший матеріал тритилодонтид, знайдений у формації Каєнта, був зібраний у 1950-х роках, а подальший матеріал був зібраний у 1977 та 1982 роках групою під керівництвом Фаріша Дженкінса. Також у тих самих породах були знайдені Dinnebitodon amarali та Nearctylodon broomi, але останній пізніше вважався молодим зразком Kayentatherium, і тому був синонімічним.

## Опис
Його довжина становила близько метра, довжина черепа — понад 20 сантиметрів. Це була міцна і кремезна тварина з великою головою і міцним хребтом. Деякі дослідники вважають, що вид міг бути напівводним, з адаптаціями, які раніше вважалися тими, що вказують на звички копання, які тепер інтерпретуються як спеціалізація на плаванні за допомогою кінцівок. Невелике сплощення та розгортання хвостових хребців також вказує на особливості напівводної екології.